# 1887 en musique
| \| • Retour à la chronologie générale de la musique populaire • \| |
| XXIe siècle • XXe siècle • XIXe siècle • XVIIIe siècle XVIIe siècle • XVIe siècle • XVe siècle • XIVe siècle XIIIe siècle • XIIe siècle • XIe siècle • Xe siècle IXe siècle • VIIIe siècle • Haut Moyen Âge • Rome • Grèce |
| • Retour à la chronologie générale de la musique populaire • |

| • Retour à la chronologie générale de la musique populaire • |

| Années de la musique populaire : 1884 - 1885 - 1886 - 1887 - 1888 - 1889 - 1890    |
| Décennies de la musique populaire : 1850 - 1860 - 1870 - 1880 - 1890 - 1900 - 1910 |

## Événements et œuvres

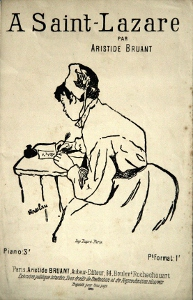
Partition d'À Saint-Lazare d'Aristide Bruant illustrée par Henri de Toulouse-Lautrec

- Bourgès crée à l'Eldorado à Paris Les Pioupious d'Auvergne, chanson boulangiste d'Antonin Louis.
- Aristide Bruant, chanson À Saint-Lazare.
- Mario Pasquale Costa, Scetate , chanson napolitaine[1].
- Jules Jouy compose le poème La Veuve contre la peine de mort, qui sera mis en musique en 1924 par Pierre Larrieu à la demande de Damia.
- Le Grand métingue du Métropolitain, chanson satirique française du chansonnier Maurice Mac-Nab sur une musique de Camille Baron, inspirée par des mouvements sociaux récents: la grande grève des mineurs d'Anzin de 1884 et la grève de Vierzon de 1886.
- 15 mai : L'American Gramophone Company, qui deviendra Colombia en 1890, est fondée par Edward D. Easton[2].
- Novembre : Émile Berliner invente le gramophone, qui (comme le phonographe d'Edison) enregistre les sons de manière mécanique au moyen des vibrations d'une aiguille. Cependant, contrairement au phonographe, le dispositif de Berliner grave le son sur un disque en métal plat dont les rainures vibrent latéralement (et non verticalement comme le phonographe)[2].

## Publications
- Marcel Legay : Les Rondes du valet de carreau, Paris, Brandus, Marpon et Flammarion, 11 chansons pour 1 voix et piano sur des textes de George Auriol, préface de François Coppée, illustrations de Théophile Alexandre Steinlen[3].
- Julien Tiersot : 10 mélodies populaires des provinces de France, Paris, Heugel, 44 p. ; contient trois chansons du Berry que Pauline Viardot, invitée de George Sand à Nohant, avait notées.

## Naissances
- 18 janvier : W. Franke Harling compositeur et chef d'orchestre américain d'origine anglaise, auteur de musiques de film, mort en 1958.
- 4 juin : Les C. Copeland, pianiste et compositeur américain de musique ragtime († 3 mars 1942).
- 21 juillet : Berthe Mayné, chanteuse de cabaret belge († 11 octobre 1962).
- 7 août : Luckey Roberts, pianiste de jazz américain, mort en 1968.
- 3 septembre : Frank Christian, cornettiste de jazz américain, mort en 1973.
- 19 septembre : Lovie Austin, pianiste et chef d'orchestre américaine, morte en 1972.
- 6 octobre : Fortugé, chanteur comique français, mort en 1923.
- 21 octobre : Isa Kremer, chanteuse lyrique et folklorique, née en Bessarabie et morte en Argentine, première femme à chanter sur scène des chansons traditionnelles en yiddish, morte en 1956[4].

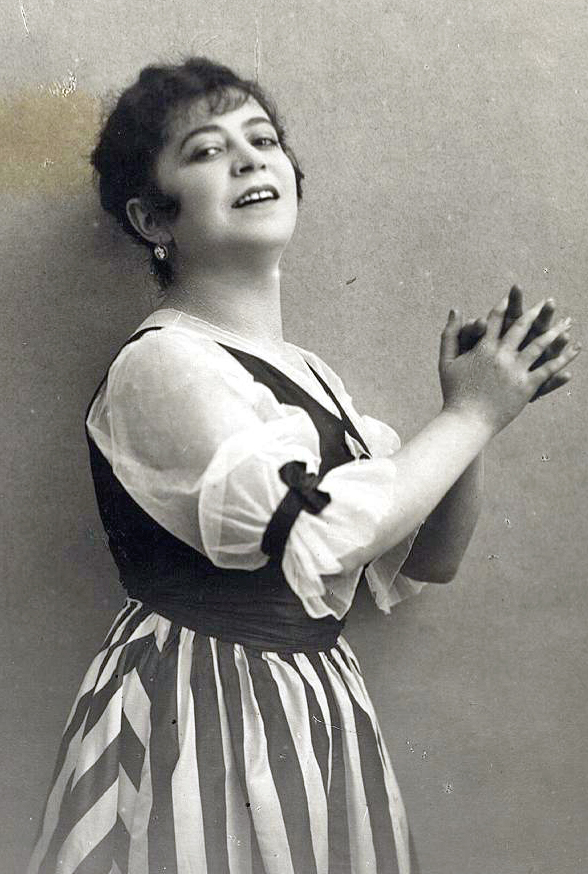
Isa Kremer en 1916

- 9 novembre : Euday L. Bowman, pianiste et compositeur américain de ragtime († 3 septembre 1960).
- 10 novembre : Papa Charlie Jackson, chanteur et musicien de blues américain († 7 mai 1938).
- 6 décembre : Joseph Lamb, pianiste et compositeur américain de musique ragtime, d'origine irlandaise († 26 mai 1949).

- Date précise inconnue : 
  - Pepe el de la Matrona, chanteur (cantaor) espagnol de flamenco († 1980).

## Décès
- 6 novembre : Eugène Pottier, chansonnier, poète et révolutionnaire français, auteur des paroles de L'Internationale, né en 1816.